# Negha
Negha is een geslacht van kameelhalsvliegen uit de familie van de Inocelliidae. 
Negha werd voor het eerst wetenschappelijk beschreven door Navás in 1916.

## Soorten
Het geslacht Negha omvat de volgende soorten:
- Negha inflata (Hagen, 1861)
- Negha longicornis (Albarda, 1891)
- Negha meridionalis U. Aspöck, 1988